# 三宅正信
三宅 正信（みやけ まさのぶ、1967年2月9日 - ）は、日本の俳優。宝井プロジェクトに所属していた。

## 出演作品

### テレビドラマ
NHK
- 大河ドラマ / 秀吉（1996年） - 間者
- ドラマDモード / 喪服のランデヴー（2000年）

日本テレビ
- オンリー・ユー〜愛されて〜（1996年）
- 土曜グランド劇場 / 透明人間（1996年）
- ストーカー 逃げきれぬ愛（1997年）
- 冷たい月（1998年）
- 火曜サスペンス劇場 / 弁護士・朝日岳之助11（1998年）
- くれなゐ（1998年）
- 土曜ドラマ
  - P.A.（1998年）
  - よい子の味方 〜新米保育士物語〜（2003年）
- 水曜ドラマ / 87%（2005年）

TBS
- 金曜ドラマ
  - ジューン・ブライド（1996年）
  - 協奏曲（1996年）
  - QUIZ（2000年）
- 青の時代（1998年）
- ママチャリ刑事（1999年）
- 百年の物語（2000年）
- ウルトラマンコスモス
  - 第21、22話「テックブースター出動せよ（前・後編）」（2001年） - 防衛軍オペレーター
  - 第55話「最終テスト」（2002年） - 宇宙開発センター従業員
- あなたの人生お運びします!（2003年）

フジテレビ
- 金曜エンタテイメント / 美味しんぼ2（1995年）
- コーチ（1996年）
- ナニワ金融道2（1996年）
- 木曜劇場
  - こんな恋のはなし（1997年）
  - 白い巨塔（2004年）
- 水曜劇場
  - ニュースの女（1998年）
  - ダイヤモンドガール（2003年）
- 世にも奇妙な物語 春の特別編 「そして、くりかえす」（1998年）
- 走れ公務員!（1998年）
- 女子アナ。（2001年）

テレビ朝日
- 土曜ワイド劇場
  - 新・法医学教室の事件ファイル3（1995年）
  - お祭り弁護士・澤田吾朗3（2002年）
  - ハラハラ刑事1（2005年）
- 怖くて不思議な話「盗まれた音の果て」（1995年）
- 風の刑事・東京発!（1995年）
- ウイークエンドドラマ / しようよ♡（1996年）
- 月曜ドラマ・イン
  - 研修医なな子（1997年）
  - スウィートデビル（1998年）
  - チェンジ!（1998年）
- 木曜ドラマ / サトラレ（2002年）
- 相棒（2004年）

テレビ東京
- 超光戦士シャンゼリオン（1996年）
- 警視庁強行犯係・樋口顕1（2003年）

名古屋テレビ
- ダムド・ファイル シーズン1（2003年）

BS-i
- ケータイ刑事 銭形愛（2002年）